# Ulongué
Ulongué (auch Ulongwe) ist eine Gemeinde in der Provinz Tete in Mosambik. Bis zur Unabhängigkeit Mosambiks hieß die Ortschaft Vila Coutinho.

## Geographie
Die Stadt ist Verwaltungssitz des Distrikts Angónia und liegt in der Nähe der Grenze zu Malawi.

## Bevölkerung
Ulongué hat etwa 27.697 Einwohner (Schätzung 2012).

## Wirtschaft und Infrastruktur
Ulongué verfügt über einen Flughafen.